# Medan regnbågen bleknar
Medan regnbågen bleknar är en bok skriven av Peter Pohl. Den utkom 1989. Boken ingår i Regnbågsviten.

## Handling
Henrik, som i den här boken har blivit nio år, har placerats i ett barnhem. Han undersöks av en psykolog, eftersom han är traumatiserad.
Efter ett tag hamnar han i ett fosterhem, hos Kamrern och Gudrun. Här får han namnet Mikael Stenberg. Det är inte något bra hem att växa upp i; han måste jobba för sitt uppehälle, ‘i natura,’ som Kamrern säger. Mikael har stöd av Sanna, som blir hans vän. Hos henne sover han också ett tag, när Kamrern har misshandlat honom.
Under de två somrarna han bor hos Stenberg åker han på kollo. Han gillar det inte alls, och kallar det ‘pojkfängelset.’ Han tycker inte om pojkarna som är där heller.
Under Mikaels andra sommar på Björkö kommer några människor som kanske vill ta hand om honom. Två av dem är Gerda och Rolf, de enda han gillar, och de vill ta honom.
Det går bra, åtminstone ett tag, men det ändras när Rolf upptäcker att Micke, som han kallas nu, har ljugit om att han fick mycket straff av en av sina lärare. Först är Rolf bara sur på honom, men så småningom bråkar han med Gerda också, och då talas det om att de kanske ska skilja sig. Micke själv åker på Sommarhemmet, en kolloliknande verksamhet där eleverna på Södra Latin får tillbringa sommaren. Han har det mycket trevligt där, men han oroar sig över vad som ska ske med honom när sommaren tar slut.